# Paalwoningmuseum

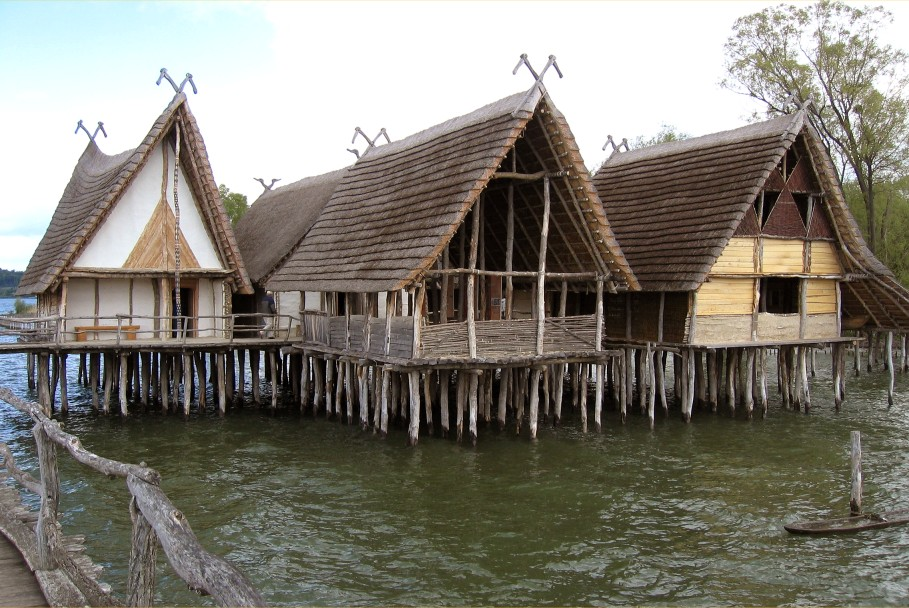
Reconstructies van drie paalwoningen.

Het Paalwoningmuseum is een openluchtmuseum aan het Bodenmeer met archeologische vondsten en reconstructies van paalwoningen. Het museum bevindt zich in het dorp Unteruhldingen in de gemeente Uhldingen-Mühlhofen.
Het museum begon in het jaar 1922 na de bouw van de eerste twee paalwoningen. De burgemeester van het dorp was een van de initiatiefnemers. Het bevindt zich aan de noordoever van het Bodenmeer. Tegenwoordig is er ook een archeologisch onderzoeksinstituut gekoppeld aan het museum.

## Bezienswaardigheden
In het museum bevinden zich 23 houten paalwoningen. Deze zijn aan, maar ook iets uit de oever in het water gebouwd en met elkaar verbonden met loopbruggen van houten planken. Veel daken van de paalwoningen zijn van riet en veel muren zijn van leem. Archeologische vondsten van paalwoningen uit de steentijd en uit de bronstijd in de omgeving van het museum zijn gebruikt als blauwdruk voor het reconstrueren van de paalwoningen. De woningen zijn opengesteld en in de woningen is een tentoonstelling over het leven tijdens beide tijdperken. De tekstpanelen en verklarende tekstbordjes van het museum zijn zowel in het Duits als in het Engels. Ook zijn er historische gebruiksvoorwerpen nagemaakt, die te bewonderen zijn in de paalwoningen. Dit zijn onder meer fuiken, voorwerpen om vuur te maken, een installatie met een vijl om gaten in stenen te vijlen, bijlen, kookgerei en speerpunten van steen en brons.